# Radio Continu
Radio Continu is een Nederlandse radiozender. In oktober 2000 startte Radio Continu met haar uitzendingen. De zender is voortgekomen uit de piratenzender "Rosamunde Team". Er werd gestart met uitzenden via de kabel in de regio Zuid-Oost Drenthe. Later kreeg de zender FM-frequenties in Noord- en Oost Nederland. De studio van Radio Continu is gevestigd in Tweede Exloërmond.

## Format
Radio Continu besteedt hoofdzakelijk aandacht aan muziek en artiesten van eigen bodem. Daarnaast ook schlager muziek, goud van oud, Engelstalige muziek, countrymuziek, piratenmuziek, Zuid-Afrikaanse muziek, Belgische instrumentaaltjes en muziek in de streektaal.

## Dj's
- Kevin Terpstra
- Jan Procee
- Harry Langenburg
- Rick Dol
- Jeremy van Ommen